# Ціншуйхе
39°54′33″ пн. ш. 111°40′22″ сх. д. / 39.90903° пн. ш. 111.67291° сх. д.
Ціншуйхе (кит. 清水河县, пін. Qīngshuĭhé Xiàn) — один із повітів КНР у складі префектури Хух-Хото, Внутрішня Монголія. Адміністративний центр — містечко Ченгуань.

## Географія
Ціншуйхе лежить на лівому березі Хуанхе на півдні префектури.

### Клімат
Повіт знаходиться у зоні, котра характеризується вологим континентальним кліматом з теплим літом. Найтепліший місяць — липень із середньою температурою 22,9 °C. Найхолодніший місяць — січень, із середньою температурою -10,2 °С.
| Клімат повіту Ціншуйхе  | Клімат повіту Ціншуйхе | Клімат повіту Ціншуйхе | Клімат повіту Ціншуйхе | Клімат повіту Ціншуйхе | Клімат повіту Ціншуйхе | Клімат повіту Ціншуйхе | Клімат повіту Ціншуйхе | Клімат повіту Ціншуйхе | Клімат повіту Ціншуйхе | Клімат повіту Ціншуйхе | Клімат повіту Ціншуйхе | Клімат повіту Ціншуйхе | Клімат повіту Ціншуйхе |
| Показник                | Січ.                   | Лют.                   | Бер.                   | Квіт.                  | Трав.                  | Черв.                  | Лип.                   | Серп.                  | Вер.                   | Жовт.                  | Лист.                  | Груд.                  | Рік                    |
| Середній максимум, °C   | −3,4                   | 1,3                    | 8                      | 16,5                   | 23                     | 27,4                   | 29                     | 26,7                   | 22                     | 14,8                   | 5,7                    | −1,6                   | 14,1                   |
| Середня температура, °C | −10,2                  | −5,6                   | 1,3                    | 9,7                    | 16,5                   | 21,1                   | 22,9                   | 20,7                   | 15,4                   | 8,2                    | −0,5                   | −7,9                   | 7,6                    |
| Середній мінімум, °C    | −15,4                  | −11,1                  | −4,2                   | 3,2                    | 9,8                    | 14,5                   | 17,1                   | 15,3                   | 9,9                    | 2,9                    | −5,3                   | −12,7                  | 2                      |
| Норма опадів, мм        | 2.7                    | 3.6                    | 11.3                   | 21.3                   | 37.3                   | 52.6                   | 105.2                  | 99.2                   | 52.1                   | 23.7                   | 6.6                    | 2.7                    | 418.3                  |
| Вологість повітря, %    | 56                     | 49                     | 42                     | 36                     | 39                     | 46                     | 58                     | 64                     | 60                     | 56                     | 52                     | 54                     | 51                     |
| ----------------------- | ---------------------- | ---------------------- | ---------------------- | ---------------------- | ---------------------- | ---------------------- | ---------------------- | ---------------------- | ---------------------- | ---------------------- | ---------------------- | ---------------------- | ---------------------- |
| Джерело: data.cma.cn    |                        |                        |                        |                        |                        |                        |                        |                        |                        |                        |                        |                        |                        |